# Niedowład Erba
Niedowład Erba, porażenie Erba-Duchenne'a – porażenie splotu ramiennego spowodowane urazem okołoporodowym, dotyczące korzeni C5 do C6 splotu ramiennego.

## Obraz kliniczny
Ramię zwisa bezładnie wzdłuż tułowia, zrotowane do wewnątrz. Dłoń skierowana jest ku tyłowi, nadgarstek zostaje zgięty, a palce przywiedzione. Odruch chwytny jest zachowany. Gdy zajęty jest korzeń C4, dochodzi dodatkowo do porażenia nerwu przeponowego. Porażenie typu Erba obejmuje mięśnie takie jak:
- mięsień naramienny;
- mięsień dwugłowy ramienia;
- mięsień ramienny;
- mięsień ramienno-promieniowy
- mięsień podgrzebieniowy;
- mięsień odwracacz[1].

## Klasyfikacja ICD10
| kod ICD10     | nazwa choroby                               |
| ------------- | ------------------------------------------- |
| ICD-10: P14   | Uraz porodowy obwodowego układu nerwowego   |
| ICD-10: P14.0 | Porażenie Erba spowodowane urazem porodowym |